# Sears Holdings
Sears Holdings – amerykańskie przedsiębiorstwo z siedzibą w Hoffman Estates w stanie Illinois, będące właścicielem sieci sklepów dyskontowych Kmart i Sears. W sumie, za pośrednictwem Kmart, Sears i ich spółek-córek, firma kontroluje 1 725 sklepów.
Firma powstała w 2005 roku w wyniku połączenia Kmart Holding Corporation i Sears, Roebuck and Co. 28 marca 2005 roku akcje Sears Holdings zadebiutowały na NASDAQ. W momencie połączenia, Sears Holdings przejęło 874 sklepów Sears oraz około 1 400 marketów Kmart. Z księgowego punktu widzenia połączenie miało formę zakupu akcji, w którym Kmart Holding przejęło Sears, Roebuck and Co.

## Historia
W 2005 roku firma ogłosiła zainteresowanie nabyciem 100% pakietu akcji kanadyjskiej sieci Sears Canada, w której posiadała pakiet kontrolny. W 2006 Sears Holdings nabyła 17,8 mln akcji Sears Canada za 282 mln USD, zwiększając tym samym swój udział w spółce z 54% do 70%, a w 2008 roku zwiększyła ten udział z 70% do 73%, nabywając 2,6 mln akcji za 37 mln USD. W 2009 roku firma nabyła kolejne udziały w liczbie 0,5 mln za kwotę 7 mln USD. W 2010 Sears Holdings zwiększyła swój udział w Sears Canada do 92%, nabywając kolejne 19 mln udziałów za 560 mln USD, a w 2011 roku udział ten zwiększył się do 95%. W 2012 Sears Canada odłączyła się od Sears Holdings w wyniku częściowego spin offu, dzięki któremu 45 mln akcji w Sears Canada trafiło w ręce akcjonariuszy Sears Holdings. Po spin offie firma utrzymała 51% udziałów w spółce.. W 2014 roku firma sprzedała 40 mln akcji w Sears Canada, w wyniku czego utraciła pakiet kontrolny w spółce, utrzymując udział na poziomie 12%, a wyniki finansowe Sears Canada przestały być ujmowane w skonsolidowanym raporcie finansowym Sears Holdings.
30 grudnia 2011 roku firma utraciła kontrolę nad siecią sklepów Orchard Supply Hardware w wyniku spin offu, na mocy którego wszystkie akcje Orchard Supply Hardware należące do Sears Holdings trafiły w ręce akcjonariuszy Sears Holdings.
30 października 2012 roku w wyniku spin offu od firmy odłączyła się sieć Sears Hometown and Outlet Stores, w której skład wchodziło ponad 1 220 marketów. W wyniku spin offu akcjonariusze Sears Holdings nabyli akcje Sears Hometown and Outlet Stores należące do Sears Holdings, która w wyniku transakcji otrzymała w sumie 446,5 mln USD, w tym 100 mln USD dywidendy i 346,5 mln USD za sprzedaż akcji zwykłych.
4 kwietnia 2014 roku w wyniku spin offu od firmy odłączyła się Lands' End, specjalizująca się w sprzedaży internetowej i wysyłkowej odzieży i artykułów wyposażenia domu.